# Sucker Brook (dopływ Seneki)
Sucker Brook – strumień w Stanach Zjednoczonych, w stanie Nowy Jork, w hrabstwie Seneca.  Strumień jest jednym z dopływów rzeki Seneca, wpada do tejże w miejscowości Seneca Falls. Długość cieku nie została określona, natomiast powierzchnia zlewni wynosi 19,8 km².